# Bibliothèque d'al-Andalus
La bibliothèque de l'al-Andalus (nom officiel en espagnol : Biblioteca de al-Andalus) est une œuvre de référence standard dans la discipline académique d'études sur al-Andalus, qui couvre les sujets relatifs à la vie culturelle en Andalousie sous le régime arabe (al-Andalus), à travers des biographies d'environ 1 700 auteurs provenant d'Espagne musulmane et une étude minutieuse de plus de 10 000 œuvres andalouses dans une multitude de domaines : littérature, droit, le Coran, linguistique, histoire, géographie, philosophie, soufisme, médecine, mathématiques, astronomie, agronomie, etc. La Biblioteca de l'al-Andalus est la première œuvre de référence publiée par la Fondation Ibn Tufayl d'études arabes dans le projet d'Encyclopédie de la Culture d'al-Andalus, élaboré par plus de 100 chercheurs provenant de différents pays. 